# 呂應鐘
呂應鐘（1948年—），筆名呂尚，現擔任台灣全我中心主持教授，媒體曾以「台灣飛碟UFO研究教父」稱呼，身心靈合醫學（Trinity Medicine）提倡人。呂應鐘自1975起翻譯與出版各類書籍，主要為飛碟與史前文明、天文學、生死學與宗教心靈、抗癌與自然醫學健康書籍。2018年起出致力於道學佛學文化的新詮。

## 經歷
- 1977年創辦《宇宙科學雜誌》，率先將「UFO」譯為「幽浮」[2]。

- 1982年成立台灣不明飛行物研究會[3]（1992年改名為台灣飛碟學會）。此後擔任過中華超心理學研究會理事長、中華生死學會理事、中華殯葬教育學會副理事長。
- 1987年成立雷爾協會台灣分會，並擔任第一屆會長

- 1995年擔任南華管理學院籌備委員，次年南華大學成立後先後擔任過主任秘書、推廣教育中心主任，並在該校任教至2009年。[4]

- 1996年期間亦曾受聘為俄羅斯國際貿易學院（英语：All-Russian Academy of Foreign Trade）名譽教授，以及俄羅斯國際東西方科學文化合作研究所（International East-West Institute of Science and Cultural Cooperation）榮譽顧問。

- 2000年8月罹患鼻腔淋巴癌，遂開始研究整合醫學的抗癌方法並獲得康復，於2004年在台灣創立「中華自然醫學教育學會」，擔任創會理事長，從此致力於整合自然醫學中的綜合研究與推廣。2014年擔任中華自然療法世界總會監事。
- 2009年起研究重心擺在「身心靈合醫學」（自創這個英文詞，是西方宗教常用的「三位一體」的意思，用在此是指「身心靈三位一體」）的理論建構與實踐。

- 2010年受聘為國際人道安全與和平議會組織（英语：International Parliament for Safety and Peace）下屬的世界自然醫學大學（WONM-University）亞洲校區教授。

## 獲獎
- 1997年，獲四川省科學技術協會頒發「金橋獎」[2][5]。

## 爭議
呂應鐘主張電解水屬於鹼性水，不是好的日常飲用水。 而曾任國防醫學院的金忠孝亦曾指出逆滲透水機與蒸餾水機的害處。但其著作《六根療法抗腫瘤》一書中的內容中提到《逆滲透水與蒸餾水最不能喝？》遭網路追追追認為內容無根據。呂應鐘认为其接受網路追追追記者採訪時遭记者断章取义，記者卻未採用完整訪問資料，有误解。他认为有足够的研究资料表明纯净水、电解水等不一定对身体有益，有时甚至有害，因此认为自己著作中的内容为正确。

## 外部連結
- 個人官方網站（页面存档备份，存于）
- 台灣全我中心（页面存档备份，存于）